# أدريان مورلي
أدريان مورلي (بالإنجليزية: Adrian Morley)‏ هو لاعب دوري الرغبي بريطاني، ولد في 10 مايو 1977 في سالفورد في المملكة المتحدة.

## روابط خارجية
- أدريان مورلي على موقع ItsRugby.co.uk (الإنجليزية)